# Осташино (Гродненская область)
Осташино (бел. Аста́шына) — деревня в Новогрудском районе Гродненской области Беларуси. В составе Воробьевичского сельсовета.

## География
Деревня расположена в 7 км к юго-западу от посёлка Любча и в 17 км к северо-востоку от центра города Новогрудок на реке Валовка (be:Рака Валоўка), притоке Немана. Ближайшая ж/д станция, Новоельня, находится в 40 км к юго-западу. Деревня соединена местными дорогами с окрестными населёнными пунктами.

### Гидрография
На реке Валовка.

## История
Деревня Осташино является старейшей деревней Новогрудского района. Впервые упоминается в документах в 1401 году, как двор Новогрудской земли, который принадлежал великому князю Витовту и был пожалован им своему брату Сигизмунду. Позднее Осташиным владели князья Чарторыйские, Соломорецкие, Ян Кишка. С начала XVII века хозяевами Осташина на протяжении почти двухсот лет были Радзивиллы.
Во второй половине XIX века Осташино было центром сельской общины, здесь насчитывалось более 150 дворов. Наибольшая численность жителей была отмечена в Осташине в 1909 году — 1116 человек.
В 1920—1939 годах — в составе межвоенной Польской Республики. В 1932 году здесь произошли крестьянские волнения. В память этого события в селе установлен памятный знак.
С 1939 года — в составе БССР. Осташино — центр сельсовета, входит в состав агропредприятия имени Адама Мицкевича.
6 сентября 2017 года Осташинский сельсовет переименован в Воробьевичский сельсовет с административным центром в агрогородке  Большие Воробьевичи.

## Население

### Численность
- 2009 год — 120 человек

### Динамика
- 2009 год — 120 человек (перепись населения)[4]

## Инфраструктура
Здесь работает клуб, библиотека, магазин.

## Достопримечательность
- Усадебно-парковый комплекс Чечотов, 2-я пол. XVIII—XIX вв. 
  - Усадебный дом  XIX в., до 2004 года в нём размещалась школа.
- Водяная мельница, деревянная XIX—нач. XX вв.

### Утраченное наследие

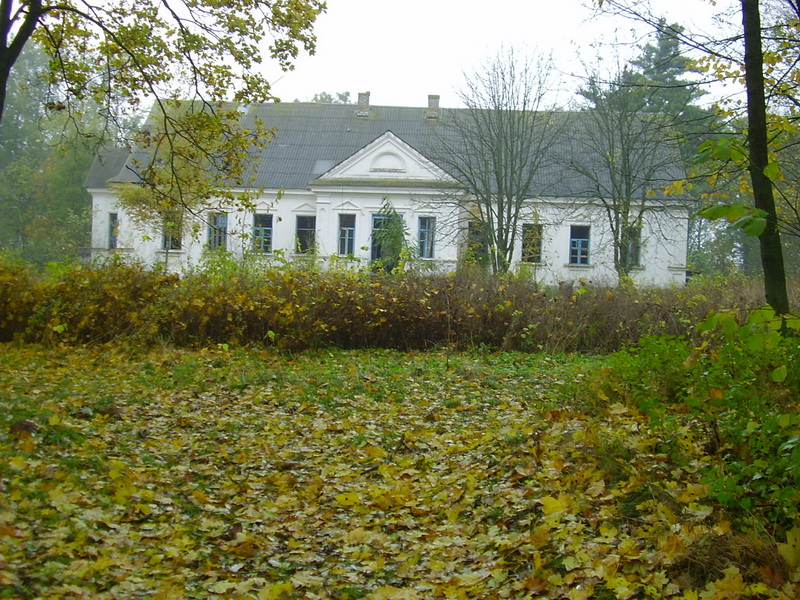
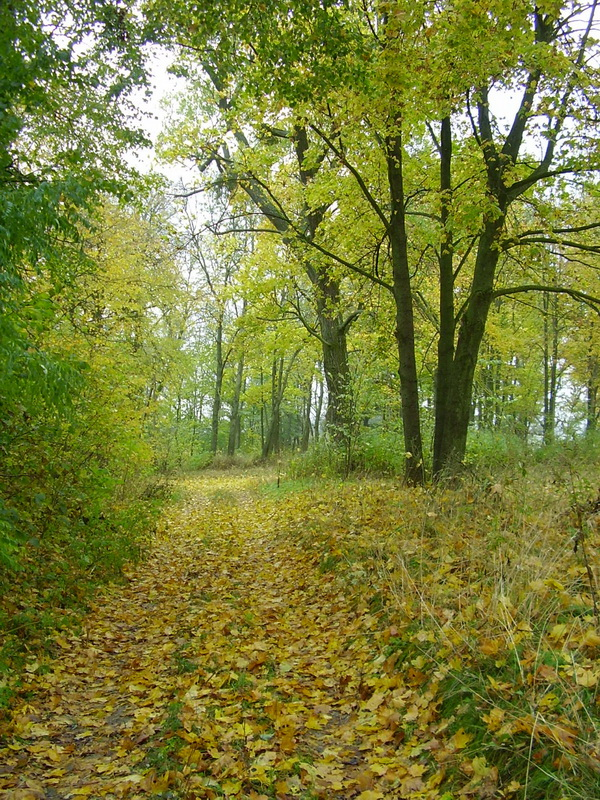

- Церковь (XIX в.)